# Space Pilot 2
Space Pilot 2, scritto anche Space-Pilot II nella schermata introduttiva, è un videogioco sparatutto con astronavi, sviluppato e pubblicato nel 1985 per Commodore 64 dall'editrice tedesca Kingsoft e ripubblicato con confezione in inglese dalla britannica Anirog. Nel 1986 uscì Space Pilot per Atari ST e Commodore 16, che nonostante il nome è di fatto una conversione di Space Pilot 2, edito sempre da Kingsoft e da Anco (nuovo nome della Anirog).
Space Pilot 2 è il seguito di Space Pilot del 1984, ma mentre il predecessore è un clone dell'arcade Time Pilot, il seguito è ispirato a Time Pilot '84, benché non riproduca tutte le novità della controparte arcade. Alcune recensioni della versione Commodore 64 furono molto negative, anche per la scarsa variazione rispetto a Space Pilot.
Nel 1988 Kingsoft e Zeppelin Games pubblicarono la raccolta Space Pilot Compendium per Commodore 64, composta da Space Pilot e Space Pilot 2.

## Modalità di gioco
La meccanica di gioco è in buona parte la stessa di Space Pilot, mentre l'aspetto è ispirato a Time Pilot '84, ma mancano alcune caratteristiche di quest'ultimo, ad esempio la presenza di bersagli di terra. Il giocatore controlla un'astronave con visuale dall'alto e scorrimento multidirezionale. Gli sfondi, puramente decorativi, sono superfici di pianeti alieni ricoperte di strutture futuristiche; andando a lungo nella stessa direzione lo sfondo si ripete ciclicamente. Fa eccezione la versione Commodore 16, dove lo sfondo è lo spazio, con scorrimento parallattico delle stelle. Su Commodore 64 e Atari ci sono otto possibili scenari a seconda del livello (su Commodore 64 sono quattro scenari, ciascuno con due possibili tonalità di colore).
L'astronave è sempre al centro dello schermo, avanza a velocità costante e può ruotare a 360°. Se si usa la tastiera i controlli sono rotazionali, ossia con un tasto si ruota in senso orario e con un altro in senso antiorario. Se si usa il joystick l'astronave ruota automaticamente fino a puntare nella direzione puntata dalla leva. L'unica arma a disposizione spara proiettili frontalmente.
I nemici sono astronavi di vario tipo che arrivano da tutti i lati, diverse a seconda del livello; su Commodore 64 vengono presentate di volta in volta in una schermata introduttiva. I nemici fanno perdere una vita in caso di scontro e ogni tanto sparano missili inseguitori sempre più insidiosi o, progredendo nel gioco, altri tipi di proiettili. I missili e proiettili avversari si possono distruggere colpendoli con i propri. Ogni tanto si incontrano formazioni di tre astronavi che, se eliminate completamente, danno punti bonus. Per completare un livello si deve resistere fino all'esaurimento dell'indicatore a barra del tempo.